# Nápolyi masztiff
A nápolyi masztiff egy erőteljes, izmos olasz kutyafajta, a római harci kutyák egyenes leszármazottja. A fajtának közös őse van a cane corso-val. Jó nevelés esetén kiegyensúlyozott, csendes és nyugodt. Igen erősen kötődik a gazdájához és annak családjához, hozzájuk hűséges és engedelmes. Nagyon bátor, szívós, domináns és magabiztos természetű, kiváló őrző-védő kutya.

## Származása és története
Elődei feltehetőleg az ókori rómaiak harci kutyái voltak, amelyek Dél-Olaszországban pásztor-, házőrző és parasztkutyaként maradt fenn. Csak 1946-ban kezdődött el a tiszta tenyésztésük. Néhány évvel ezelőtt a sajtóban "az ókor páncélosát" a legbiztosabb védelemként, élő riasztóberendezésként dicsérték.

## Testfelépítése
A nápolyi masztiff erőteljes, izmos kutya. Megjelenése egyszerre rusztikus és fenséges. Bőre laza, ez főként a fején feltűnő. Oldala felhúzott, a széles, izmos far csak enyhén lejtős. Azokban az országokban, ahol ez megengedett, erős farkát a harmadára kurtítják. Az igen izmos mellkasa széles és a könyökig vagy valamivel lejjebb ér. A váll izmos, hosszú és kissé lejtős. A lábak izmosak és erős csontúak. Farkaskarom nincs. A mancsok ovális alakúak, igen nagyok, zártak és íveltek, a hátsó mancsok valamivel kisebbek a mellsőknél. A nyak rövid, zömök és izmos, rajta laza lebernyeg található. A masszív, rövid fej szélessége a pofacsontok között mérve valamivel szélesebb, mint amilyen hosszú. A stop határozott. A fajta sajátossága a szemzugtól a száj sarkáig futó bőrredő. A jókora orr oldalról nézve nem nyúlhat az ajkak felé. A húsos, vastag ajkak lelógnak. A háromszögletű fülek viszonylag kicsik, a pofa mellett lógnak. A szemek nagyjából kör alakúak, de a fölöttük lévő laza bőr miatt kicsinek és enyhén ovális alakúnak tűnnek. Mélyen ülnek, a szemhéjnak pedig szorosan rájuk kell simulnia. A nápolyi masztiff harapása ollószerű vagy harapófogó-szerű. A sima szőrzet legfeljebb 1,5 cm-es lehet, sűrű, testhez simuló és finom tapintású. A nápolyi masztiff leggyakrabban kékesszürke színben látható, de elfogadható a szürke, fekete, barna vagy rókavörös szín is. Minden színnél lehet csíkozottság.

## Jelleme
Megfelelő nevelés esetén a nápolyi masztiff kiegyensúlyozott, csendes és nyugodt kutya lesz. Igen erősen kötődik gazdájához és a családjához, hozzájuk hűséges és engedelmes. Érzékenyen reagál az otthon hangulatára. Az eddigiek ellenére sem nevezhető könnyen tarthatónak, mivel nagyon bátor, szívós, domináns és magabiztos természetű – ez főként a kanokra igaz. A saját területét elszántan vigyázza, és általában megérzi, hogy a közeledő személy jó vagy rossz szándékú. Kiváló őrző-védő kutya. Ha úgy érzi, hogy a család tagjait veszély fenyegeti, vagy a családtagok távollétében hívatlan látogató érkezik, azonnal cselekvésbe lendül. A kanok az utcán és a lakásban is domináns módon viselkedhetnek más kutyákkal szemben, a szukák többnyire kevésbé rámenősek. A nápolyi masztiff a gyerekekkel általában barátságosan viselkedik, feltéve, hogy azok nem bosszantják. Ha fiatal korában kedvező tapasztalatokat szerez a macskákkal és más háziállatokkal, akkor jól megfér velük. A család barátait vidáman üdvözli, de az idegenekkel szemben eleinte védekező módon viselkedik. Nem kedveli a tapintatlan idegeneket, csak akkor megy oda hozzájuk, ha úgy döntött, hogy ezt nyugodtan megteheti.

## Méretei
Marmagasság: kan: 65–75 cm, szuka: 60–68 cm
Testtömeg: kan: 60–70 kg, szuka: 50–60 kg
Várható élettartam: 10-13 év

## Megjegyzés
A helyes jellemfejlődéshez a jó genetikai háttér mellett nélkülözhetetlen a megfelelő nevelés és szocializáció is. Ezt a hatalmas kutyát kiegyensúlyozott, őszinte, harmonikus és következetes módon kell nevelni. A legtöbbet egy nyugodt, következetes, természetes tekintéllyel rendelkező gazda hozhatja ki belőle. Ám ennek az ellenkezője is lehetséges, nápolyi masztiffot nem szabad bosszantani vagy felizgatni. A fajta nem való kezdő kutyásoknak, sem ideges, elfoglalt, gyengekezű vagy szeszélyes személyeknek. A nápolyi masztiff természetéből adódóan hevesen védelmezi gazdáját, családját és otthonát, vagyis ehhez semmiféle ösztönzésre nincs szüksége. A nápolyi masztiff igen népszerű társ.

## Külső hivatkozások
- A magyar fajtaklub
- Nápolyi masztiff fajtaismertető a Kutya-Tár-ban
- Nápolyi masztiff.lap.hu - linkgyűjtemény
- Nápolyi masztiff fajtaleírás - Dogell.com